# LZMA
O algoritmo Lempel–Ziv–Cadeia de Markov (LZMA) é um algoritmo utilizado para realizar compressão de dados sem perdas. Ele tem sido usado no formato 7z do arquivador 7-Zip desde 2001. Este algoritmo utiliza um esquema de codificação por dicionário semelhante ao algoritmo LZ77 publicado por Abraham Lempel e Jacob Ziv em 1977 e oferece uma alta taxa de compressão (geralmente superior ao bzip2) e um tamanho variável do dicionário de compressão (até 4 GB), mantendo ainda uma velocidade de descompressão comparável a outros algoritmos de compressão comumente utilizados.
O LZMA2 é um formato de contêiner simples que pode incluir tanto dados não comprimidos quanto dados LZMA, possivelmente com múltiplos parâmetros de codificação LZMA diferentes. O LZMA2 suporta compressão e descompressão multithread escalável arbitrariamente e compressão eficiente de dados parcialmente incomprimíveis.
1. ↑  Salomon, David (20 de março de 2007). Data Compression: The Complete Reference. [S.l.]: Springer London. p. 242. ISBN 9781846286032
2. ↑  Igor Pavlov (5 de dezembro de 2001). «Formato 7z». Cópia arquivada em 5 de dezembro de 2001
3. ↑  Lasse Collin (31 de maio de 2005). «Um Benchmark Rápido: Gzip vs. Bzip2 vs. LZMA». Consultado em 21 de outubro de 2015 - A versão Unix do LZMA foi finalmente substituída pelo xz, que oferece compressão melhor e mais rápida; a partir daqui, sabemos que mesmo a versão Unix do LZMA era muito melhor que gzip e bzip2.
4. ↑  Klausmann, Tobias (8 de maio de 2008). «Gzip, Bzip2 e Lzma comparados». Blog de um animal Alpha. Consultado em 16 de junho de 2013. Cópia arquivada em 6 de janeiro de 2013
5. ↑  Desconhecido (2013). «Formato 7z». Consultado em 16 de junho de 2013
6. ↑  Mahoney, Matt. «Data Compression Explained». Consultado em 13 de novembro de 2013
7. ↑  Antonio Diaz Diaz. «Formato Xz inadequado para arquivamento de longo prazo». Consultado em 20 de julho de 2018